# Campaña de Extremadura
La Campaña de Extremadura es el nombre por el que se conoce a un episodio bélico de la guerra civil española durante el cual el ejército sublevado logró unir las dos zonas principales en las que había triunfado el levantamiento del 18 de julio, el centro norte peninsular y el Marruecos español, y reunir así al Ejército de África con el Ejército del Norte. La ofensiva se concretó con la batalla de Badajoz en agosto de 1936, a partir de la cual las tropas del Ejército de África bajo el mando de Francisco Franco avanzaron rápidamente por Extremadura para iniciar la marcha hacia Madrid. Esta campaña y la durísima represión que la acompañó ha sido estudiada por Francisco Espinosa en su libro titulado La columna de la muerte.

## Antecedentes
Desde finales de julio, poco después de fracaso de la Sublevación militar, la Alemania nazi había proporcionado aviones de transporte para que trasladaran a Sevilla a los efectivos del Ejército de África. Desde el 18 de julio al 4 de agosto con medios propios, marítimos el día 18 y aéreos el resto de los días, transportaron el 40% de las fuerzas de choque (Regulares y Legionarios) a la capital hispalense; a partir de ese día la cifra de soldados trasladados por aire diariamente fue de 500 efectivos.
Además, el 5 de agosto un convoy sublevado logró cruzar el Estrecho de Gibraltar y trasladar a otros 2.000 soldados africanos a la península junto con todo su equipamiento. Así pues, pudo organizarse una columna militar bien pertrechada y liderada por militares africanistas como Franco, Yagüe, Asensio, Barrón, Castejón o Tella.

## Desarrollo de las operaciones
A principios de agosto de 1936 el general Franco ordenó que tres columnas del Ejército de África que él comandaba iniciaran su avance desde el norte de la provincia de Sevilla hacia Madrid por Extremadura. Las mandaban el teniente coronel Carlos Asensio Cabanillas, el comandante Antonio Castejón Espinosa y el teniente coronel Heli Rolando de Tella, todos ellos bajo el mando del teniente coronel Juan Yagüe. Las órdenes que recibieron eran claras: «Propinar a las crueles turbas un mazazo rotundo y seco que las dejase inmóviles». Para ello las columnas compuestas por legionarios y por regulares recurrirían a las mismas tácticas de terror que ya habían empleado en el Protectorado Español de Marruecos con la población local. Avanzaron rápidamente porque los milicianos republicanos que les hicieron frente no tenían la formación militar adecuada, estaban pobremente armados y carecían de cobertura aérea y de artillería. La orden era no tomar prisioneros por lo que a los milicianos que capturaban los legionarios y los «moros» los fusilaban.
La resistencia al avance de los sublevados la intentó organizar el Comité de Defensa del Frente Popular de Badajoz, presidido por el gobernador civil republicano Miguel Granados Ruiz y del que formaban parte el alcalde de Badajoz Sinforiano Madroñero y varios diputados a Cortes, entre los que se encontraba el socialista Nicolás de Pablo Hernández. Los diputados José Sosa Hormigo y Pedro Martínez Cartón encabezaron sendas columnas de milicianos para enfrentarse a los rebeldes a las que se fueron uniendo hombres que huían del terror de las columnas del Ejército de África, lo que no mejoró su eficacia militar pero sí su sed de venganza que a veces descargaron sobre los derechistas que encontraron en los pueblos que aún no habían caído en poder de los sublevados.
Las fuerzas de infantería de las columnas del bando sublevado estaban formadas inicialmente por cuatro batallones (2 banderas legionarias y 2 tabor de regulares) de unos 3.000 hombres, apoyados por dos baterías de artillería y vehículos civiles de toda clase requisados a toda prisa, sin apenas cobertura aérea ofrecida, de forma esporádica, por dos aviones Breguet XIX de reconocimiento. El avance fue rápido gracias a la nula oposición que encontraron en su recorrido donde los milicianos que les hacían frente, a las primeras de cambio, huían en todas direcciones y refugiándose en los campos y dehesas vecinas, lejos de alcance de las tropas africanas. Solo encontraron una leve resistencia en la sierra de San Andrés, en Los Santos de Maimona y en Almendralejo. El corresponsal de The New York Herald John T. Whitaker, que informaba sobe el avance de las columnas rebeldes, escribió sobre los combates:

Avanzaba con los moros y los veía flanquear, desplazar y aniquilar a un número de milicianos diez veces superior a sus tropas, batalla tras batalla. El heroísmo individual de estos soldados sin formación de nada sirve frente a un ejército profesional apoyado por la fuerza aérea.

Después de un descanso de la tropa y de la reorganización de la misma, las dos columnas que habían salido desde Sevilla los días 2 y 3 de agosto a las órdenes de Asensio y Castejón llegaron a Mérida el 10 de agosto, tras recorrer 200 km en menos de una semana. Al día siguiente se inició el combate decisivo para la toma Mérida, defendida por un fuerte contingente de milicianos y guardias de asalto al mando del capitán de asalto Medina, incluido el apoyo de dos piezas de artillería y el gran obstáculo defensivo del amplio foso del cauce del río Guadiana de más de 500m de ancho. Tras un combate de unas pocas horas se toma la ciudad consiguiéndose igualmente el dominio de los dos puentes que esta tenía sobre el Guadiana, el del ferrocarril a Sevilla y el romano que, a pesar de estar preparada su voladura por parte de las milicias, esta finalmente no se llevó a cabo, con el consiguiente malestar de Azaña. Los sublevados lograron conquistar el puente romano que hay sobre el río Guadiana y hacerse con el control de la antigua capital de la Lusitania. La batalla de Mérida constituyó una importante victoria para los sublevados dado que logró unificar las zonas sur y norte que en aquel entonces controlaban, además de haber dejado aislada a Badajoz.
El 11 de agosto las milicias republicanas que habían huido de Mérida se vieron reforzadas por 2.000 guardias de asalto y guardias civiles venidos desde Madrid y lanzaron un contraataque, pero las fuerzas de Tella lograron resistir. El 12 de agosto cayó en poder de los sublevados Cabeza del Buey; las fuerzas moras ocuparon un hospital establecido en la localidad que no había sido evacuado, y fueron degollando cama por cama a los heridos que iban encontrando.
El jefe del Estado Mayor del general Franco, el coronel Francisco Martín-Moreno resumía así el estado de las operaciones el 12 de agosto:

La calidad del enemigo que tenemos delante, sin disciplina ni preparación militar, carente de mandos ilustrados y escasos de armamentos y municiones en general por falta de Estados y organización de servicios, hace que en los combates que nos vemos obligados a sostener, las resistencias sean generalmente débiles... Nuestra superioridad en armamento y hábil utilización del mismo nos permiten alcanzar con contadas bajas los objetivos: La influencia moral del cañón mortero o tiro ajustado de ametralladora es enorme sobre el que no lo posee o no sabe sacarle rendimiento.

El día 12 de agosto las fuerzas de Yagüe se dirigieron rápidamente a Badajoz, ciudad que había quedado cercada con una guarnición de 8.000 milicianos al mando de Ildefonso Puigdendolas y se encontraba de espaldas a Portugal, cuyo régimen era poco favorable a la República española. El 14 de agosto fuerzas de la Legión lanzaron el primer asalto contra la ciudad, que fue rechazado por las ametralladoras republicanas, pero un segundo asalto logró penetrar en el casco antiguo de la ciudad; no obstante, de la fuerza de asalto original solo quedaron vivos unos pocos legionarios. Los sublevados continuaron avanzando por las calles hasta alcanzar el centro de la ciudad, aunque la lucha urbana continuó hasta el anochecer de aquel día. Tras esto sobrevino una sangrienta represión, la denominada masacre de Badajoz, quedando la ciudad sembrada de cadáveres.
Las matanzas en Badajoz continuaron al día siguiente, alargándose incluso durante las siguientes semanas. El régimen salazarista de Portugal contribuyó en no poca medida a la represión cuando procedió a entregar a los militares sublevados un buen número de refugiados que habían huido al país luso desde Badajoz. La batalla de Badajoz significó el cierre definitivo de la frontera portuguesa a la Segunda República.
El 20 de agosto las unidades de Yagüe iniciaron un nuevo avance, esta vez en dirección hacia Madrid. Las fuerzas de Tella alcanzaron Navalmoral de la Mata solo tres días después, lo que suponía haber alcanzado el valle del río Tajo y el camino abierto hacia la capital. Las fuerzas republicanas al mando del General Riquelme presentaron batalla en esta ocasión, aunque solo consiguieron retrasar el avance sublevado. En la zona de Guadalupe hubo una nueva desbandada de los milicianos republicanos. Para el 28 de agosto todas las fuerzas sublevadas se encontraban ya en la zona del valle del Tajo, avanzando directamente hacia Madrid.

## Consecuencias
Tras la caída de Badajoz y la victoria sobre las milicias republicanas en la Batalla de Sierra Guadalupe, Yagüe siguió presionando hacia el este y el 3 de septiembre ocupó Talavera de la Reina, después de derrotar a la importante agrupación de fuerzas y milicias republicanas que defendían la localidad. Yagüe y sus fuerzas habían avanzado unos 500 kilómetros en apenas cuatro semanas y el camino a Madrid estaba abierto. Después de la ocupación de Mérida y Badajoz, los sublevados habían logrado conectar los territorios sublevados del norte con Sevilla y los demás territorios sublevados del sur. Con ello, los sublevados también se habían hecho con el control de la mitad occidental de la provincia de Badajoz, lo que supuso un fuerte golpe para la República, que perdió la conexión terrestre con Portugal. Tras la ocupación de estos territorios, los sublevados llevaron a cabo una sangrienta represión: entre 6.600 y 12.000 partidarios o simpatizantes republicanos fueron ejecutados (en contraste, 243 derechistas o partidarios de la sublevación habían sido fusilados en la zona republicana). De esta represión destacó especialmente la Masacre de Badajoz, perpetrada tras la toma de la ciudad.
Esta rápida campaña resultó en una gran victoria militar y propagandística para los sublevados. Especialmente, fue un triunfo para Franco, ya que al ser Extremadura la más larga ruta de avance hacia Madrid por el oeste, algunos militares habían criticado tanto la estrategia como el itinerario escogido. Y en cierta medida, este éxito consolidó aún más la posición de Franco frente a las de los generales Mola o Queipo de Llano.